# David Jones (básník)
David Jones (1. listopadu 1895 – 28. října 1974) byl anglický básník a malíř. Narodil se v Brockley, později části Londýna, velšskému otci a anglické matce. Měl dva sourozence. V letech 1915 až 1918 sloužil v armádě. Patřil mezi modernistické básníky. V roce 1937 publikoval epickou báseň In Parenthesis odehrávající se za první světové války. Výtvarné umění studoval na Westminster School of Art, kde se začal zajímat o postimpresionismus. Jeho pedagogem byl Walter Sickert.